# Randaberg
Randaberg er en kommune i Rogaland fylke i Norge. Den ligger i den nordlige del af Jæren, og grænser i syd til Stavanger. Ellers grænser Randaberg til Nordsøen og Boknafjorden.

## Skole
Det er tre skoler i kommunen – Harestad skole, Grødem skole og Goa skole. De er alle 1-10 skoler.
Randaberg har også en videregående skole, som ligger på østsiden af Randaberg, ved grænsen til Stavanger. Skolen har almen- og værkstedsfag, samt "medier og kommunikation".

## Personer fra Randaberg
- Jon Torbergsson († 1179)[1][2]
- Tom Tvedt (1968-), politiker
- Bent Høie (1971-), politiker, regeringsmedlem
- Rune Holta (1973-), verdensmester i speedway
- Iselin Nybø (1981-), politiker, regeringsmedlem